# همکاران سیستم
همکاران سیستم شرکت ارائه‌دهندهٔ راهکارهای نرم‌افزاری بخش خصوصی در ایران است. این شرکت در زمینه تولید و ارائه راهکارهای نرم‌افزاری برای کسب‌وکارهای بزرگ و متوسط (ERP)در صنایع تولیدی، موسسات خدماتی و بازرگانی، سازمان‌های دولتی فعالیت می‌کند. همکاران سیستم اولین راهکار ERP بر بستر  رایانش ابری در ایران را عرضه کرده‌است.

## ورود به بورس
با موافقت هیئت پذیرش اوراق بهادار در جلسه مورخ ششم مهرماه ۱۳۹۵ با پذیرش سهام شرکت همکاران سیستم در بورس اوراق بهادار تهران، به‌عنوان پانصد و چهارمین شرکت پذیرفته‌شده در بورس، از تاریخ هشتم آبان ۱۳۹۵ نام این شرکت در بخش «رایانه و فعالیت‌های مربوط به آن»، گروه و طبقه «مشاوره مربوط به نرم‌افزار و عرضه نرم‌افزار» با کد صنعت «۷۲۲۰۰۷» و نماد «سیستمSYSTEM» در فهرست نرخ‌های بازار دوم بورس اوراق بهادار تهران درج شده‌است.

## تاریخچه
همکاران سیستم در سال ۱۳۶۶، با ۱۲۰ هزار تومان سرمایه کار خود را آغاز کرد و در سال ۱۳۶۸ رسماً ثبت شد. همکاران سیستم خود را نخستین شرکت نرم‌افزاری ایران معرفی می‌کند که در سال ۱۳۷۶ سیستم‌های تحت ویندوز را با توجه به تحولات فناوری و نیاز مشتریان، به شکل سیستمی یکپارچه به بازار عرضه کرده‌است. همکاران سیستم با ارائه سه محصول جدید شامل راهکاران با ویژگی تحت وب بودن و فرایند محوری برای کسب و کارهای بزرگ، سپیدار همکاران سیستم ویژه کسب و کارهای کوچک و دشت ویژه فروشگاه‌ها و اصناف، خدمات خود را توسعه داده‌است.

## موسسه پژوهش و آموزش همکاران سیستم
موسسه پژوهش و آموزش همکاران سیستم یک زیرمجموعه از شرکت همکاران سیستم است که در زمینه آموزش و ارتقای مهارت‌های تخصصی فعال می‌باشد. این موسسه در سال 1381 با هدف ارائه خدمات آموزشی به کارشناسان و مشتریان شرکت همکاران سیستم تاسیس شد و در طول سالیان فعالیت خود، دامنه فعالیت خود را به عموم مردم نیز گسترش داده است.
فعالیت‌های موسسه پژوهش و آموزش همکاران سیستم:
- برگزاری دوره‌های آموزشی در زمینه‌های مختلف از جمله حسابداری، فن‌آوری اطلاعات، مدیریت و برنامه نویسی
- ارائه مشاوره آموزشی به افراد و سازمان‌ها
- تولید محتوای آموزشی مانند کتاب، مقاله، و فیلم
- برگزاری سمینارها و کارگاه‌های آموزشی
- انجام پژوهش‌های علمی در حوزه آموزش
- برگزاری دوره های آموزشی نرم افزارهای سازمانی

مزایای دوره‌های آموزشی موسسه پژوهش و آموزش همکاران سیستم:
- محتوای به‌روز و کاربردی: محتوای دوره‌های آموزشی این موسسه توسط متخصصان مجرب و با توجه به نیازهای روز بازار کار تهیه می‌شود.
- استادان مجرب: استادان این موسسه از جمله استادان برجسته دانشگاه‌ها و مراکز آموزشی معتبر کشور هستند.
- روش‌های تدریس نوین: در این موسسه از روش‌های نوین و خلاقانه برای تدریس استفاده می‌شود تا یادگیری برای مخاطبان جذاب و موثر باشد.
- امکانات آموزشی: این موسسه از امکانات آموزشی مدرن و به‌روز برخوردار است.
- گواهینامه معتبر: در پایان هر دوره آموزشی، به شرکت‌کنندگان گواهینامه معتبر اعطا می‌شود.

مخاطبان موسسه پژوهش و آموزش همکاران سیستم:
- کارکنان شرکت‌ها و سازمان‌ها
- دانشجویان و فارغ‌التحصیلان دانشگاهی
- کارآفرینان و صاحبان کسب‌وکار
- عموم مردم[۵]

## آیا نرم افزارهای همکاران سیستم برای کسب‌وکارهای کوچک و متوسط مناسب است؟[۶]
نرم‌افزار اصلی همکاران سیستم که با نام راهکاران شناخته می‌شود، برای شرکت‌های بزرگ مانند بهنوش ایران  و شرکت نفت ایرانول طراحی شده است. واضح است که هزینه‌ و پیچیدگی نرم افزار راهکاران برای کسب‌وکارهای کوچک و متوسط مناسب نیست. از این رو، شرکت همکاران سیستم نرم افزار سپیدار را معرفی کرد تا در عین حال که امکانات مورد نیاز SME ها را در اختیار آن‌ها قرار می‌دهد، با هزینه قابل قبولی توسط آن‌ها تهیه شود.
شبکه نمایندگی شرکت سپیدار سیستم که مسئولیت فروش و نصب این نرم افزار را برای کاربران بر عهده دارد، امکان دریافت مشاوره و دموی رایگان پیش از خرید نرم افزار سپیدار را نیز به وجود آورده است. به باور مدیران همکاران سیستم، شبکه نمایندگی گسترده سپیدار سیستم، یکی از دلایل اصلی موفقیت این نرم افزار در جذب بیشترین تعداد کاربر نسبت به سایر نرم افزارهای مالی و حسابداری موجود در بازار ایران است.  